# Marti Misterija (spisak epizoda)
Marti Misterija je u bivšoj Jugoslaviji i Srbiji počeo da se objavljuje 1983. godini u vanrednom izdanju Lunov magnus stripa u izdanju Dnevnika iz Novog Sada. Do 1992. godine objavljeno je prvih 107. epizoda. Nakon duže pauze, ediciju počinje ponovo da štampa izdavačka kuća Veseli četvrtak 2008. godine.
- Marti Misterija (Lunov magnus strip 1983-1991)
- Marti Misterija (vanredno izdanje LMS)
- Marti Misterija (Veseli četvrtak; od 2008)
- Biblioteka Marti Misterija (Veseli četvrtak; od 2013)
- Marti Misterija (Nova Zlatna serija od 2018)
- Marti Misterija (Bonelli, originalne epizode, od 1982)